# Alváca község
Alváca község (románul: Comuna Vața de Jos) község Hunyad megyében, Romániában. Központja Alváca, beosztott falvai Baszarabásza, Birtin, Brotuna, Csungány, Felváca, Kazanesd, Olcs, Prevaleny, Prihodest, Ternáva, Tataresd, Ócsisor.

## Népessége
A 2011-es népszámlálás adatai alapján a község népessége 3728 fő volt.